# Françoise Brauner
Pour les articles homonymes, voir Brauner.
Dr Françoise Brauner, née Fritzi Erna Riesel le 16 avril 1911 à Vienne en Autriche-Hongrie et morte le 14 septembre 2000 à Paris 12e, est une pédiatre et pédopsychiatre franco-autrichienne qui a fait partie du contingent médical des Brigades internationales pendant la guerre civile espagnole et qui a été membre de la Résistance  pendant l'Occupation. Elle a consacré sa carrière médicale au service des enfants réfugiés, déplacés ou dits « inadaptés », participant à l'accueil des enfants juifs survivants de la Nuit de Cristal, ainsi que des camps de Buchenwald et d'Auschwitz de 1939 à 1946 et travaillant sur l'autisme infantile dès 1956. Coauteure des ouvrages de référence, « Vivre avec un enfant autistique », « J'ai dessiné la guerre » et « L'accueil des enfants survivants », elle est pionnière avec son époux Alfred Brauner de l'analyse du dessin de l'enfant dans la guerre, créant dès 1937 la première collection de dessins-témoignages afin d'offrir une perspective unique des principaux conflits du XXe siècle à travers le regard des enfants.

## Biographie

### Jeunesse et formation
Issue d'une famille austro-hongroise, Fritzi Erna Riesel est la fille unique d'un haut fonctionnaire autrichien. En 1928, elle rencontre son futur époux Alfred Brauner, dans un camp d'été pour étudiants en Autriche. Féministe engagée, elle commence ses études de médecine en 1929 à l'université de Vienne à une époque où les femmes médecins étaient encore très rares et devient docteur en médecine en 1936. Jeune étudiante, elle milite pour le Parti communiste d'Autriche (KPÖ). Afin de fuir la montée du nazisme, elle quitte ensuite l'Autriche pour la France. Ayant conscience que la guerre était imminente, elle se marie « par précaution » avec Alfred Brauner en 1936, malgré ses convictions féministes car elle « ne voulait pas se "faire épouser" ». En France, Fritzi commence à se faire appeler le Dr Françoise.

### Carrière
Ayant de l’expérience en médecine d’urgence, Françoise Brauner répond en 1937 à l'appel du gouvernement espagnol de la Seconde République pour la venue de médecins et d'infirmières qui faisaient défaut sur le front de Madrid, et exerce dans un grand centre hospitalier militaire à Benicassim, dans le service de chirurgie dirigé par le médecin tchèque Bedrich Kisch, puis dans l'équipe américaine, ,. En tant que médecin, Françoise reçoit le grade de lieutenant dans les Brigades internationales. L'hôpital est resté ouvert de décembre 1936 à avril 1938 et plus de 7 000 blessés et convalescents brigadistes espagnols et étrangers y ont séjourné. Elle travailla également dans un foyer pour enfants évacués de Madrid et des Asturies après la destruction de Guernica, où elle assurait la surveillance médicale des enfants. Finalement, Françoise rentra en France après la défaite de la République espagnole,.
Pendant la guerre d'Espagne, elle découvre avec son époux Alfred Brauner le traumatisme des enfants victimes des guerres après avoir reçu d’une classe de Barcelone un ensemble de dessins. Il s’agit, en plus d’enfants catalans scolarisés qui ont eu la chance de rester dans leur école, de réfugiés de Madrid qui ont assisté à des événements tragiques. Les époux Brauner font l'analyse psychiatrique du dessin de l'enfant, mode d'expression graphique privilégié du jeune enfant, en soulignant ce qui leur paraît caractéristique du dessin de l'enfant dans la guerre, prenant des notes, créant des fiches médicales et des questionnaires. Un thème triple est à retenir des dessins et rédactions d'enfants de la guerre d'Espagne : « Ma vie avant la guerre - Ce que j’ai vu de la guerre - Comment je vois ma vie après la guerre », fruit d'un concours organisé par Alfred Brauner parmi les enfants de Barcelone. C'est alors le début de leur œuvre sur les « enfants ayant vécu la guerre ». 4000 dessins d'enfants réfugiés et de nombreuses rédactions ont alors été recueillis en Espagne, qui plus tard, avec d'autres dessins d'enfants en guerre, permettront d'offrir un témoignage unique des conflits du XXe siècle à travers le regard des enfants. Leur projet de publication de dessins-témoignages d'enfants dans la guerre reçoit le soutien d'Ilya Ehrenbourg et de Romain Rolland qui « regardait cette collection comme d’un intérêt pédagogique, historique et humain considérable ».
En 1939, elle participe à l’accueil de 130 enfants juifs, originaires du Palatinat, de Berlin et d'Autriche, rescapés de la Nuit de Cristal, au Château de la Guette, propriété de la famille Rothschild et mis à disposition par la baronne Germaine de Rothschild,. En janvier 1941, elle entre dans la Résistance intérieure française et aide la Résistance autrichienne à Paris, accueillant sa direction dans leur appartement rue Bonaparte,. En 1945, elle participe à l'accueil de 444 garçons survivants des camps de concentration d’Auschwitz et de Buchenwald, l'Œuvre de secours aux enfants s'étant fait attribuer un ancien sanatorium à Ecouis,,,. Cet accueil des enfants rescapés de Buchenwald  dans des maisons d'enfants a inspiré le scénario du film français La Maison de Nina, ainsi que le documentaire canadien The Boys of Buchenwald (en).
À partir de 1952, Françoise Brauner consacre le reste de sa vie professionnelle à s'occuper du suivi médical d'enfants handicapés mentaux et physiques, et devient le médecin-directeur d'un hôpital de jour fondé, créant une méthode précise d’évaluation des effets des médications psychotropes sur les enfants. En 1957, elle soutient publiquement une thèse, intitulée De la coopération entre médecins et pédagogues au service des enfants arriérés mentaux à la Faculté de médecine de Paris,. Le Dr Brauner a été marraine de l'association Enfants Réfugiés du Monde, a été nommée « membre d'honneur » de la Société Française de Psychiatrie de l'Enfant et de l'Adolescent en 1999 et a cofondé la section française de l'Association internationale des médecins pour la prévention de la guerre nucléaire. Elle a également été récompensée de la médaille Hans Prinzhorn de la Société germanophone de la psychopathologie de l'expression en 1976,. En 1986, Jacques Chaban-Delmas lui offre la médaille de la ville de Bordeaux.
Au cours de leur carrière, les docteurs « Fred et Fritzi Brauner » ont analysé des dessins-témoignages d’enfants collectés dans le monde entier auprès d'enfants d'une vingtaine de pays en guerre : la guerre des Boers, la Première Guerre mondiale, la guerre d’Espagne, l'Allemagne hiltérienne, Pologne 1939, les camps de concentration, Hiroshima-Nagasaki, Polisario, le Conflit israélo-palestinien, la guerre du Liban, la guerre d'Algérie, la guerre du Sahara occidental, El Salvador, Afghanistan, guerre du Golfe, Bosnie, Tchétchénie etc..
Du 18 janvier au 10 février 1999, au siège de l’Unesco de Paris, lors de l’exposition de plus de 200 dessins d'enfants ayant vécu la guerre, intitulée « J'ai dessiné la guerre. Un siècle de dessins d'enfants dans les guerres (1900-1999) », sous le haut parrainage et en présence de Simone Veil, ces dessins-témoignages appartenant à la collection Brauner ont été considérés comme faisant partie du « patrimoine de l’humanité » et ont révélé l'impact de la violence extrême de la guerre pour l'enfant. Cette exposition a ensuite été montrée à Hiroshima, Jérusalem, Budapest, Vienne et dans plus de 40 villes d'Allemagne. Du 7 au 9 décembre 2011, un hommage pour le 100e anniversaire de la naissance des époux Brauner (1911-2011) est organisé au siège de l'Unesco, avec un colloque international intitulé « Enfances en guerre. Témoignages d'enfants sur la guerre ».

### Prix et honneurs
- 1999 : Membre d'honneur de la Société Française de Psychiatrie de l'Enfant et de l'Adolescent
- Marraine de l'association Enfants Réfugiés du Monde
- 1986 : Médaille de la ville de Bordeaux
- 1981 : Prix Monza pour l'ouvrage « Vivre avec un enfant autistique », Biblioteca Italiana Per Ciechi « Regina Margherita », Villa Reale, Monza, Italie
- 1976 : Médaille Hans Prinzhorn de la Société germanophone de psychopathologie de l'expression (DGPA), Munich, Allemagne
- 1967 : Prix de la meilleure utilisation des expressions plastiques en thérapeutique, pour le film « Trois enfants psychotique s'expriment », Ve Congrès de la Société Internationale de Psychopathologie de l'expression.
- 1938 : Médaille des Brigades internationales (Medalla de Las Brigadas Internacionales), Barcelone, Espagne

## Publications (sélection)

### Ouvrages collectifs (avec A. Brauner)
- L'expression dramatique chez l'enfant, Paris,  éd. Cahiers du groupement de recherches pratiques pour l'enfance, 2001.
- L'accueil des enfants survivants, Paris,  éd. Cahiers du groupement de recherches pratiques pour l'enfance, 1994.
- J'ai dessiné la guerre. Le dessin de l'enfant dans la guerre,  éd. Elsevier (ed.Scientifiq.), 1991  (ISBN 2-7046-1378-8)
- L'Enfant déréel : histoire des autismes depuis les contes de fées. Fictions littéraires et réalités cliniques, Toulouse,  éd. Privat, coll. Sciences de l'homme, 1986  (ISBN 2-7089-7426-2)
- Progressions éducatives pour handicapés mentaux, Paris,  éd. PUF, 1983  (ISBN 2-13-037717-3)
- Vivre avec un enfant autistique, Paris,  éd. PUF, 2e édition, 1982  (ISBN 2-13-037414-X)
- L'expression psychotique chez l'enfant,  éd. PUF, 1978.
- Vivre avec un enfant autistique,  éd. PUF, 1978  (ISBN 2-13-037414-X)

Traduction espagnole : Vivir con un nino autistico,  éd. Paidos Iberica Ediciones S A, 1981  (ISBN 8475091148)
Traduction italienne : Vivere con un bambino autistico,  éd. Giunti Editore, 2007  (ISBN 8809041143)
- Dessins d'enfants de la guerre d'Espagne,  éd. Groupement de Recherches Pratiques pour l'Enfance, Saint Mandé, 1976.
- Psychopathologie de l'expression - Dessins d'un garçon psychotique,  éd. Laboratoires Sandoz, 1969.
- Examen de l'acuité visuelle des enfants illettrés ou déficients mentaux,  éd. Éditions Sociales Françaises, 1968.
- Pour élever un enfant déficient mental (Vol. 1 & 2),  éd. G.R.P.E., 1968.
- Conseils aux éducateurs et familles. Pour élever un enfant déficient mental (Vol. 2),  éd. G.R.P.E., 1966.
- Conseils aux éducateurs et familles. Pour élever un enfant déficient mental (Vol. 1),  éd. G.R.P.E., 1965.
- Pour élever un enfant déficient mental (Vol. 3),  éd. Cahier du groupement de recherches pratiques pour l'enfance, 1965.
- Conseils aux familles. Pour élever un enfant déficient mental. L'éducation préparatoire (Vol. 2),  éd. G.R.P.E., 1964.
- (avec A. Brauner, L. Désignolle), Quelques médications psychotropes dans le traitement éducatif des enfants déficients mentaux,  éd. G.R.P.E., 1962.
- Conseils aux familles. Pour élever un enfant déficient mental. Le démarrage éducatif (Vol. 1),  éd. G.R.P.E., 1960.
- (avec A. Brauner, M. Cospen), Les bases d'une pédagogie de l'arriération mentale de la musicalité,  éd. S.A.B.R.I., Paris, 1959.

### Articles (sélection)
- (avec A. Brauner), "Anton Bruckner, « ce pauvre sot »...",  éd. ERES, Reliance 2007/2 (n° 24), p. 140-143
- L'anéantissement de deux réseaux de la résistance,  éd. ERES, Exterminations, Sud/Nord 2003/1 (n°18), p. 34-38.
- (avec A. Brauner), Des guerres et des enfants handicapés mentaux, Revue Européenne du Handicap Mental, 2000, p. 29-37.
- (avec A. Brauner), Ces enfants ont vécu la guerre, Les enfants de la guette. Souvenirs et documents (1938-1945), Centre de documentation juive contemporaine (CDJC), 1999, p. 57.
- (avec A. Brauner), Pictures from an exhibition, Children in War: Drawings from the Afghan Refugee Camps, (Preface by Sayed B. Majrooh), Central Asian Survey, Incidental Papers Series n°5, London,  éd. Society for Central Asian Studies, 1986.
- (avec A. Brauner), Children's Drawings and Nuclear War, JAMA: Journal of the American Medical Association 256(5):613-616 · août 1986
- (avec A. Brauner), Les enfants déportés pendant la deuxième guerre mondiale et leurs descendants, Revue de Neuropsychiatrie de l'enfance et de l'adolescence, N°6, 1985, p. 251-259.

### Thèse
- De la coopération entre médecins et pédagogues au service des enfants arriérés mentaux, Thèse d'État, Faculté de médecine de Paris,  éd. S.A.B.R.I., Paris, 1958.